# Zasule (gmina)
Zasule – dawna gmina wiejska istniejąca do 1927 roku w woj. nowogródzkim. Siedzibą gminy była wieś Zasule (730 mieszk. w 1921 roku).
Początkowo gmina należała do powiatu mińskiego. 12 grudnia 1920 r. została przyłączona do nowo utworzonego powiatu stołpeckiego pod Zarządem Terenów Przyfrontowych i Etapowych. 19 lutego 1921 r. wraz z całym powiatem weszła w skład nowo utworzonego województwa nowogródzkiego. Gminę zniesiono 1 kwietnia 1927, a jej obszar włączono do gminy Stołpce.